# Елфимов, Георгий Александрович
Георгий Александрович Елфимов (род. 27 октября 1949 года, Сталинск, РСФСР, СССР) — советский и российский художник, народный художник Российской Федерации (2011).

## Биография
Родился 27 октября 1949 года в городе Сталинске (ныне Новокузнецк).
В 1971 году — окончил Ярославское художественное училище, в 1977 году — с отличием окончил Московский государственный художественный институт имени В. И. Сурикова, с 1977 по 1980 годы — учился в аспирантуре Академии художеств СССР (мастерская станковой графики Кибрика и Верейского), тогда же вступил в Союз художников СССР.
С 1981 года живёт и работает в Архангельске, участвует в групповых и персональных художественных выставках различного уровня, как в России, так и за рубежом.
Работал доцентом кафедры мебели и дизайна Архангельского государственного технического университета.

## Творческая деятельность
Работает в области станковой графики, эстампа, иконописи.
С 1997 по 1998 годы — участвовал в реставрации и создании новых росписей в кафедральном Свято-Ильинском соборе Архангельска.
Автор серии графических работ, посвященных Русскому Северу, а также серии офортов на библейские темы: «Создание», «Вавилонская башня», «Благовещение», «Рождество».
Автор портретов, созданных в традициях древнерусского искусства: «Иоанн Кронштадтский», «Архангел Михаил», «Ломоносов», «Петр Великий», полиптих «Соловецкие подвижники», а в 2012 году создал серию портретов известных людей настоящего и прошлого — от Екатерины Второй до Бориса Гребенщикова.
Произведения находятся в Государственной Третьяковской галерее (Москва), в Государственном Центре искусств (Лодзь, Польша), в художественных коллекциях России и других стран.

## Награды
- Народный художник Российской Федерации (2011)
- Заслуженный художник Российской Федерации (26 ноября 1994) — за заслуги в области искусства[1]
- Премия ЦК ВЛКСМ
- Премия Архангельского комсомола
- Стипендиат Президента России
- Дипломы Академии художеств СССР, Союза художников СССР, Российской Федерации, грант Монтфортского университета (Великобритания, 1997 год)